# Stowarzyszenie „Ordynacka”
Stowarzyszenie „Ordynacka” – polskie stowarzyszenie założone w 2001 w Warszawie przez byłych działaczy Socjalistycznego Związku Studentów Polskich (SZSP) oraz Zrzeszenia Studentów Polskich (ZSP). Nazwa stowarzyszenia pochodzi od nazwy ul. Ordynackiej w Warszawie, przy której mieściła się Rada Naczelna ZSP i SZSP. 

## Organizacja
Członkiem stowarzyszenia może być każdy pełnoletni obywatel RP, który jest absolwentem szkoły wyższej. Władze stowarzyszenia wybierane są na 3-letnią kadencję. Aktualnym przewodniczącym stowarzyszenia jest Dariusz Wieczorek.

### Misja
Celem działania stowarzyszenia (§7 statutu) jest:
1. Wspieranie i kreowanie inicjatyw społecznych, dążących do budowy społeczeństwa obywatelskiego opierającego się na zasadach tolerancji, demokracji, praworządności i sprawiedliwości.
2. Stwarzanie warunków dla rozwoju przedsiębiorczości gospodarczej i polityki regionalnej.
3. Stworzenie członkom stowarzyszenia warunków do zdobywania wiedzy i nabywania doświadczenia w sprawach zawodowych i społecznych.
4. Pomoc w rozwiązywaniu problemów zawodowych i socjalnych członkom stowarzyszenia będącym w potrzebie.
5. Kultywowanie tradycji ruchu studenckiego, promowanie prac badawczych nad historią polskich organizacji.
6. Wspieranie działań na rzecz rozwoju nauki, kultury, sportu i turystyki.
7. Wspieranie Zrzeszenia Studentów Polskich.

Stowarzyszenie określa się jako ruch społeczny (§9) i jako taki przyznaje sobie i swoim członkom prawo do uczestniczenia w życiu politycznym, w tym do udziału w wyborach.

### Lista przewodniczących[2]
- Wiesław Klimczak
- Krzysztof Szamałek
- Marek Siwiec
- Włodzimierz Czarzasty
- Marian Kubalica[4]
- Robert Kwiatkowski (?–2023)[3]
- Dariusz Wieczorek (od 2023)[3]

Wiceprzewodniczącymi byli m.in. Jacek Kozłowski, Wojciech Kurdziel i Marek Różycki. W skład Zarządu Głównego wchodzili m.in. Piotr Michalak, Stefan Sterc i Edward Gwóźdź.

### Członkowie stowarzyszenia
Osoby publiczne, będące kiedykolwiek członkami Stowarzyszenia „Ordynacka”, pochodzą z różnych środowisk, spośród których wyróżnić można:
1. Polityków lewej strony politycznej, takich jak np.:
- Aleksander Kwaśniewski[6]
- Marek Belka,
- Józef Oleksy,
- Włodzimierz Cimoszewicz,
- Grzegorz Kołodko,
- Marek Siwiec,
- Ryszard Kalisz,
- Dariusz Szymczycha,
- Danuta Waniek,
- Wiesław Kaczmarek,
- Waldemar Dąbrowski,
- Grzegorz Rydlewski,
- Sławomir Cytrycki,
- Kazimierz Olejnik,
- Jerzy Swatoń,
- Piotr Czyżewski,
- Piotr Gadzinowski,
- Stanisław Ciosek,
- Krzysztof Szamałek,
- Lech Witkowski,
- Henryk Łańko,
- Rafał Gozdur,
- Przemysław Nowak,
- Andrzej Ryński,
- Andrzej Rozenek[7],
- Włodzimierz Czarzasty,

2. Polityków prawicowych  m.in. 
- Karol Karski[potrzebny przypis],
- Ryszard Bender,
- Janusz Cichoń,
- Jacek Saryusz-Wolski[8],
- Miron Sycz

3. Polityków związanych także z telewizją, przykładowo:
- Robert Kwiatkowski,
- Tadeusz Skoczek,
- Witold Knychalski,
- Sławomir Zieliński,

4. Ludzi związanych z biznesem, np:
- Zbigniew Wróbel,
- Antoni Dragan,
- Jarosław Pachowski,
- Krzysztof Pietraszkiewicz,
- Ludwik Klinkosz,
- Marian Kubalica[9],
- Piotr Grzymowicz,
- Marcin Dubieniecki,

5. Prawników, m.in.
- Wojciech Katner.